# Spaniocentra agathoides
Spaniocentra agathoides är en fjärilsart som beskrevs av Louis Beethoven Prout 1930. Spaniocentra agathoides ingår i släktet Spaniocentra och familjen mätare. Inga underarter finns listade i Catalogue of Life.